# Роксатидин
Роксатидин — синтетичний препарат, що є похідним піперидину та належить до блокаторів H2-гістамінових рецепторів V покоління (згідно з деякими класифікаціями — до ІІІ покоління), для перорального застосування Натепер препарат застосовується рідко у зв'язку із відсутністю переваг перед фамотидином та блокаторами протонної помпи, та вищою антисекреторною активністю фамотидину в порівнянні з роксатидином. Препарат зареєстрований лише в Китаї, Японії, Південній Кореї, Італії, Нідерландах, Німеччині, Греції та ПАР.

## Фармакологічні властивості
Роксатидин — синтетичний препарат, що є похідним піперидину та належить до групи блокаторів H2-гістамінових рецепторів V покоління. Механізм дії препарату полягає у пригніченні секреції шлункового соку, що пов'язано з блокадою рецепторів гістаміну ІІ типу, які розміщені у слизовій оболонці стінки шлунку. Роксатидин пригнічує секрецію соляної кислоти парієтальними клітинами слизової оболонки шлунку; у тому числі як спонтанну (базальну), так і стимульовану їжею, гістаміном та гастрином, переважно за рахунок зниження базальної та нічної секреції соляної кислоти. Роксатидин також пригнічує активність ферменту шлункового соку пепсину. Роксатидин, як і інші H2-гістаміноблокатори, сприяє активації кровообігу у слизовій оболонці шлунку, підвищує секрецію бікарбонатів, сприяє відновленню клітин епітелію слизової оболонки шлунку та збільшує синтез простагландинів у слизовій оболонці шлунку. Роксатидин не впливає на рівень гастрину в крові. На відміну від H1-гістаміноблокаторів, роксатидин не має адренергічної активності, антихолінергічної активності, не має місцевоанестезуючої активності та практично не має седативного ефекту, оскільки погано проникає через гематоенцефалічний бар'єр. Роксатидин не має клінічно значущих взаємодій із іншими лікарськими препаратами та не впливає на метаболізм інших лікарських препаратів. На відміну від циметидину, роксатидин не викликає збільшення рівня пролактину в крові, практично не має антиандрогенної дії, і при його застосуванні вкрай рідко спостерігається виникнення імпотенції та гінекомастії.

### Фармакокінетика
Роксатидин швидко всмоктується при прийомі всередину, біодоступність препарату складає 90—100%. Максимальна концентрація нізатидину в крові досягається протягом 0,5—1 годин після перорального прийому препарату. Препарат погано зв'язується з білками плазми крові. Роксатидин проникає у більшість органів та тканин організму, але погано проникає через гематоенцефалічний бар'єр. Роксатидин проникає через плацентарний бар'єр та виділяється в грудне молоко. Препарат частково метаболізується у печінці з утворенням неактивних метаболітів. Виводиться роксатидин із організму переважно із сечею в незміненому вигляді, частково у вигляді неактивних метаболітів. Період напіввиведення препарату складає 6 годин, цей час може збільшуватися при важких порушеннях функції печінки та нирок.

## Показання до застосування
Роксатидин застосовується при виразковій хворобі шлунку та дванадцятипалої кишки, синдромі Золлінгера-Еллісона, панкреатиті, гастроезофагеальній рефлюксній хворобі та ерозивному езофагіті.

## Побічна дія
При застосуванні роксатидину спостерігаються наступні побічні ефекти:
- Алергічні реакції — рідко висипання на шкірі, кропив'янка, гарячка.[11]
- З боку травної системи — нечасто діарея або запор, нудота, блювання, порушення функції печінки.
- З боку нервової системи — рідко головний біль, головокружіння, сонливість, загальна слабість, депресія, парестезії.
- Інші побічні ефекти — дуже рідко гінекомастія, гіперпролактинемія, імпотенція, галакторея, міалгії.[8][11]
- Зміни в лабораторних аналізах — рідко спостерігаються анемія, тромбоцитопенія, підвищення активності амінотрансфераз в крові.[3]

При різкій відміні нізатидину спостерігається синдром відміни препарату, який проявляється загостренням виразкової хвороби з імовірним розвитком перфоративної виразки шлунку або дванадцятипалої кишки.

## Протипокази
Протипоказами до застосування роксатидину є підвищена чутливість до препарату, вагітність та годування грудьми. Роксатидин протипоказаний до застосовання у дитячому віці. З обережністю застосовується препарат при порушеннях функції печінки та нирок.

## Форми випуску
Роксатидин випускається у вигляді таблеток по 0,075 та 0,15 г. Станом на 2015 рік в Україні не зареєстрований.